# DeAndre Lansdowne
DeAndre Lansdowne (Albuquerque, Nuevo México,  6 de julio de 1989) es un baloncestista estadounidense que pertenece a la plantilla del Niners Chemnitz de la Basketball Bundesliga alemana. Con 1,88 metros de estatura, juega en la posición de escolta.

## Trayectoria deportiva
Es un pívot formado en la universidad de Fort Lewis Skyhawks. Tras no ser elegido en el draft de la NBA de 2011, y pasar cuatro años trabajando como albañil y obrero, debutaría como profesional en 2015 México, en las filas de los Pioneros de Delicias.
En la temporada 2015-16, llegaría a Alemania para jugar una temporada en PRO B y más tarde, en la siguiente en PRO A con los Hamburg Towers.
En verano de 2017, firma con el Basketball Löwen Braunschweig, para jugar su segunda temporada en la Basketball Bundesliga.
El 26 de junio de 2023 firmó un contrato con el Niners Chemnitz de la Basketball Bundesliga alemana.